# Danaer
Danaer ist neben Achaier und Argiver in den Epen Homers eine Bezeichnung für die Griechen. In der Vorstellung der Griechen leiten sich die Danaer von Danaos, dem Herrscher über Argos, ab. Bekannt wurde der Ausspruch:

„Timeo Danaos et dona ferentes - Ich fürchte die Danaer, auch wenn sie Geschenke bringen“

Das bezieht sich ebenso wie das geflügelte Wort Danaergeschenk auf das Trojanische Pferd.

## Identifikation

### Ägyptische Quellen

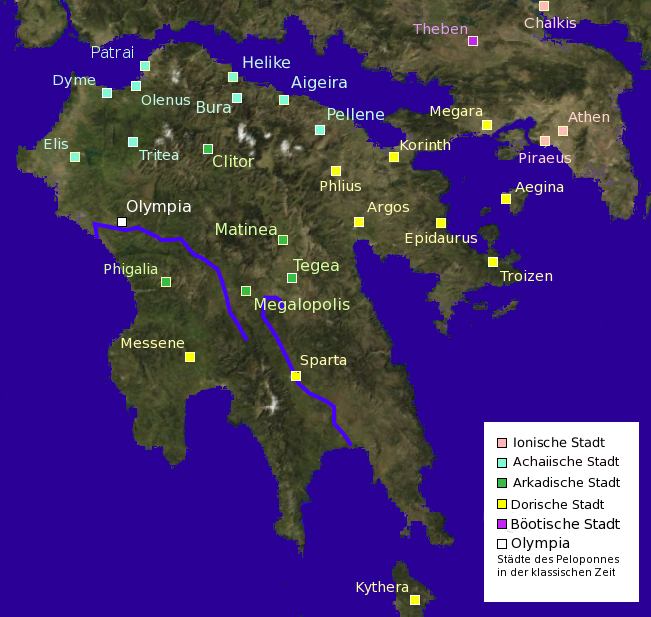
Karte der Peloponnes in klassischer Zeit

Es wurde vermutet, dass die Danunäer der ägyptischen Inschriften mit den Danaern gleichzusetzen seien. In der ägäischen Ortsnamenliste des Amenophis III. werden Städte bzw. Regionen des südlichen griechischen Festlands Tanaja/Danaja benannt:
Mukana (Mykene), Deqis (Theben – unsicher), Mişana (Messenien), Nuplija (Nauplia oder Tiryns), Kutira (Kythira), Weleja (Elis – unsicher). Der Ort Amukla (Amyklai), nur wenige Kilometer südlich von Sparta, wurde von dieser Liste gestrichen. Der Grund ist unklar.
Die zeitgleiche Erwähnung der Danuna im Gebiet der Levante widerspricht jedoch einer direkten Ableitung der festlandsgriechischen Danaer in Verbindung mit den Angriffen der Seevölker, weshalb auch Gleichsetzungen kontrovers diskutiert wurden.

### Biblische Quellen
Die diskutierte Abstammung der Danäer von Jawan als dem Stammherrn der Bewohner von Rhodos beruht auf der Völkertafel der Genesis (Gen 10,4 ) und der Chronik (1 Chr 1,7 ) mit der Aufzählung der Dodanim, Tharsisa, Elisa und Chittim. Javan entspricht bei dieser Deutung den Achijawa.

## Forschungsgeschichte
Anfang des 20. Jahrhunderts setzte der Ägyptologe H. R. Hall die Danaer mit den Danaos gleich. Nach seiner Theorie handelt es sich bei den Danaern um einen vor-, früh- oder protogriechischen Stamm (frühe indogermanische Wanderung), der aus Kleinasien ins Nildelta einwanderte, dort ansässig wurde, von den Ägyptern vertrieben und an einer frühen Einwanderung der indogermanischen Stämme über Kreta nach Griechenland beteiligt gewesen war. Diese Theorie wird in der Forschung schon lange nicht mehr vertreten.